# Franz Potrykus
Franz Potrykus (ur. 17 czerwca 1897 we Wielkiej Wsi, zm. 13 grudnia 1959 w Essen), niemiecki przedsiębiorca i polityk.
Działacz katolickiej partii Centrum, z jej ramienia w latach 1930–1937 pełnił mandat posła do gdańskiego Volkstagu. Od 21 czerwca 1932 do 19 stycznia 1933 wiceprezydent gdańskiego parlamentu, od stycznia do czerwca 1933 był prezydentem Volkstagu.